# دوبا (مجارستان)
دوبا (به مجاری:  Doba) یک شهرداری در مجارستان است که در وسپرم واقع شده‌است. دوبا ۲۱٫۲۲ کیلومتر مربع مساحت و ۵۹۵ نفر جمعیت دارد.